# 吉尔伯特 (亚利桑那州)
吉爾伯特（英語：Gilbert）是美國亞利桑那州馬里科帕縣的一個鎮，2000年人口109,697人，2006年人口191,517人。是美國人口最多的鎮級單位，在北美洲排名第二。

## 姐妹城市
- 中华人民共和国樂山市
- 英国紐敦阿比